# Olaf Schreiber
Olaf Schreiber (* 12. September 1969 in Zwickau) ist ein ehemaliger deutscher Fußballspieler. In der höchsten Spielklasse des DDR-Fußballs, der Oberliga, spielte er für die BSG Sachsenring Zwickau. In der 1. Bundesliga stand Schreiber beim VfL Bochum unter Vertrag. Der Sachse absolvierte sowohl für Auswahlmannschaften des DFV als auch des DFB Länderspiele.

## Sportliche Laufbahn

### Gemeinschafts-, Club- und Vereinsstationen
Schreiber wurde 1977 in die Kinderfußballmannschaft der Betriebssportgemeinschaft (BSG) Sachsenring Zwickau aufgenommen. Seinen Einstand im Männerbereich gab der 1,80 Meter große Werkzeugmacher in der 1. Mannschaft der BSG Sachsenring, als diese 1987/88 in der zweitklassigen DDR-Liga spielte. Schreiber wurde in zwei Punktspielen eingesetzt und hatte damit einen bescheidenen Anteil am Aufstieg in die DDR-Oberliga. Für die Oberligasaison 1988/89 wurde er offiziell in die 1. Mannschaft aufgenommen und dort vom 3. Spieltag an eingesetzt. In seinem ersten Oberligaspiel BSG Sachsenring – Rot-Weiß Erfurt (0:1) am 27. August 1988 wurde er, noch 18 Jahre alt, in der 67. Minute eingewechselt. Obwohl Schreiber in dieser Saison 22 Punktspiele bestritt, kam er doch über die Rolle des Ersatzspielers nicht hinaus, denn er spielte nur elfmal über 90 Minuten und stand nur 16-mal als Stürmer oder Mittelfeldakteur in der Anfangself. Während er in seinen beiden Zweitligaspielen noch ohne Torerfolg geblieben war, erzielte er in der Oberliga zwei Treffer. Am Ende der Saison musste Sachsenring wieder in die DDR-Liga absteigen. Dort verbrachte die BSG mit Schreiber die letzten beiden Zweitligaspielzeiten im DDR-Fußball. 1990/91 wurde Schreiber mit 18 Treffern Torschützenkönig der Zwickauer, die sich nach der politischen Wende von 1989 in den FSV Zwickau gewandelt hatten.
Nachdem sich der FSV Zwickau 1991 nicht für eine der beiden höchsten Ligen des DFB-Spielbetriebs qualifizieren konnte, wechselte Schreiber im Sommer 1991 zum FC Carl Zeiss Jena in die 2. Bundesliga. Sein erstes Zweitligaspiel absolvierte er am 25. Juli 1991 gegen den VfB Leipzig. Gleich in seinem zweiten Spiel traf er beim 1:1 gegen den 1. FC Saarbrücken. Schreiber spielte in seinen ersten beiden Jahren sehr erfolgreich; so erzielte er in der ersten Saison acht Treffer und in der zweiten neun. Insgesamt wurde er 103-mal in der 2. Liga eingesetzt und schoss 17 Tore. Berühmtheit erlangte Olaf Schreiber wegen seines Treffers zum 1:0-Erfolg im Achtelfinale des DFB-Pokals gegen Borussia Dortmund am 24. August 1993. In sieben Pokalspielen traf er vier Mal für Jena.
1994 kehrte er zum FSV Zwickau zurück, der gerade in die 2. Bundesliga aufgestiegen war. Dort bestritt er zwei Spielzeiten, in denen er mit 54 Punktspieleinsätzen als Stürmer bzw. Mittelfeldspieler zum Stammpersonal gehörte. 1996 wechselte Schreiber zum VfL Bochum in die 1. Bundesliga. Zunächst spielte er drei Jahre in der Erstklassigkeit und wurde 61-mal eingesetzt. In der Saison 1997/98 spielte Schreiber mit Bochum im UEFA-Pokal; sein erstes von insgesamt fünf Europapokalspielen absolvierte er am 16. September 1997 gegen Trabzonspor. In derselben Saison rettete Schreiber dem VfL mit seinem Treffer zum 1:0-Sieg gegen TSV 1860 München am letzten Spieltag den Klassenerhalt. 1999 stieg Bochum in die 2. Bundesliga ab. Nach nur einem Jahr in der Zweitklassigkeit, in dem Schreiber zehn Einsätze hatte, stieg Bochum wieder in die 1. Liga auf.
Schreiber hatte in den letzten Jahren seiner Karriere immer wieder mit Verletzungen zu kämpfen; so hatte er 1999 zunächst einen Sehnenabriss und danach einen Kreuzbandriss, kehrte jedoch immer wieder auf den Fußballplatz zurück. Am 34. Spieltag der Saison 2000/01, nur drei Minuten vor Ende des Spiels, traf ihn Carsten Ramelow von Bayer 04 Leverkusen unglücklich am Knöchel, sodass Schreiber einen Wadenbeinbruch und einen Innenband-Abriss erlitt, was ihn schließlich zwang, seine Karriere als Sportinvalide zu beenden. Insgesamt absolvierte Schreiber 68 Bundesliga- und 167 Zweitligaspiele.

### Auswahleinsätze
Mit der DDR-U-18, in der Schreiber im 1. Halbjahr 1988 drei Einsätze zu verzeichnen hatte, qualifizierte sich der Sachsenring-Angreifer für die Junioren-EM. Für das Endrundenturnier in der ČSSR wurde er aber nicht nominiert. Durch den 3. Platz schafften die ostdeutschen Junioren ohne ihn den Sprung zur U-20-Weltmeisterschaft, die Anfang 1989 in Saudi-Arabien ausgetragen wurde und bei der Schreiber zum Aufgebot des DFV gehörte. Beim Vorrundenaus der DDR wurde er in allen Gruppenspielen eingesetzt.
In der 2. Jahreshälfte 1989 zählte er trotz Zwickauer Oberligaabstieg zum Kader der neuformierten DDR-Olympiaauswahl. Noch vor Beginn der Qualifikationsspiele für Olympia 1992 wurde die Mannschaft, in der Schreiber bis Juli 1990 sechs Spiele gegen andere Nationen bestritt, im Zuge der deutschen Wiedervereinigung aufgelöst. Durch seine starken Leistungen beim FC Carl Zeiss Jena in der Premierensaison der gesamtdeutschen 2. Bundesliga bot sich der Angreifer auch bei den Auswahltrainern des DFB an. In einem Testspiel der deutschen Olympiaelf im Februar 1992 gegen Polen wurde der gebürtige Zwickauer für Heiko Herrlich eingewechselt.

## Weiterer Werdegang
Nach seiner Sportkarriere begann er als Marketingleiter bei einem Hersteller für Heizsysteme zu arbeiten.